# Вильнёв (Арьеж)
Вильнёв (фр. Villeneuve, окс. Vièlanava) — коммуна во Франции, находится в регионе Окситания. Департамент коммуны — Арьеж. Входит в состав кантона Кастийон-ан-Кузеран. Округ коммуны — Сен-Жирон.
Код INSEE коммуны — 09335.

## Население
Население коммуны на 2008 год составляло 38 человек.
| 1962 | 1968 | 1975 | 1982 | 1990 | 1999 | 2008 |
| ---- | ---- | ---- | ---- | ---- | ---- | ---- |
| 50   | 60   | 50   | 34   | 32   | 43   | 38   |

## Экономика
В 2007 году среди 21 человека в трудоспособном возрасте (15—64 лет) 19 были экономически активными, 2 — неактивными (показатель активности — 90,5 %, в 1999 году было 61,5 %). Из 19 активных работали 13 человек (7 мужчин и 6 женщин), безработных было 6 (4 мужчины и 2 женщины). Среди 2 неактивных 1 человек был учеником или студентом, 1 — пенсионером, 0 были неактивными по другим причинам.